# Моисеевка (Ульяновская область)
Моисеевка (тат. Муса) — село в Мелекесском районе Ульяновской области. Через село протекает р. Малый Авраль. Входит в состав Новосёлкинского сельского поселения. 

## История
Моисеевка основана служилыми татарами в 1660-х годах, с постройкой Закамской засечной черты.
В 1780 году, при создании Симбирского наместничества, деревня Моисеевка Елховой Куст тож, служилых татар, в ней же живут под названием деревни Моисеевой, служилых татар, вошла в состав Ставропольского уезда.
С 1796 года — в Симбирской губернии.
С 1851 года в Ставропольском уезде Самарской губернии.
В 1930-1938 гг. — Сельскохозяйственная артель (колхоз) им. Муссабекова Моисеевского сельского Совета с. Моисеевка Мелекесского района Средневолжского края.
В 1938-1943 гг. — Сельскохозяйственная артель (колхоз) им.1 Мая Моисеевского сельского Совета с. Моисеевка Мелекесского района Куйбышевской области.
В 1943-1953 гг. — Сельскохозяйственная артель (колхоз) им.1 Мая Моисеевского сельского Совета с. Моисеевка Мелекесского района Ульяновской области.
С 1954 г. — Колхоз им.1 Мая Филипповского сельского Совета с. Моисеевка Мелекесского района Ульяновской области .

## Население
| 1859 | 1889  | 1897  | 1910  | 2002 | 2010 |
| ---- | ----- | ----- | ----- | ---- | ---- |
| 910  | ↗1440 | ↘1424 | ↗1930 | ↘466 | ↘400 |

## Известные люди
- Зиятов, Вазых Зиятович — Бригадир тракторной бригады колхоза им. 1 Мая, Герой Социалистического Труда (1966)[8].

## Инфраструктура
- Мечеть (1994)[9].
- Скульптура воина (1972 г.)[10]